# Любовь, сбивающая с ног
«Любо́вь, сбива́ющая с ног» или «Ошеломляющая любовь» (англ. Punch-Drunk Love) — кинофильм режиссёра Пола Томаса Андерсона, снятый в 2002 году. Главные роли исполняют Адам Сэндлер, выдвинутый за неё на премию «Золотой глобус», и Эмили Уотсон. Приз Каннского кинофестиваля за лучшую режиссуру.

## Сюжет
Совладелец небольшого завода Барри Иган (Адам Сэндлер) — забитый, психически неуравновешенный человек. Он вырос вместе с семью сёстрами и очень боится любви. Из-за плохого отношения к себе со стороны своих родственников, он теперь никак не может влюбиться и потому живёт в одиночестве. Однажды, позвонив в службу «Секс по телефону», он оказывается жертвой вымогательства со стороны некой преступной организации, завладевшей номером его кредитной карточки. Одновременно в его жизнь входит подруга одной из его сестер Лена Леонард (Эмили Уотсон). Между ними начинает развиваться роман. Лена полностью изменяет характер Барри, сделав из него настойчивого человека, готового дать сдачи за близких людей.

## В ролях
| Актёр                | Роль             |
| -------------------- | ---------------- |
| Адам Сэндлер         | Барри Иган       |
| Эмили Уотсон         | Лена Леонард     |
| Филип Сеймур Хоффман | Дин Трамбелл     |
| Луис Гусман          | Лэнс             |
| Мэри Линн Райскаб    | Элизабет         |
| Роберт Смигел        | Уолтер (дантист) |

## Награды и номинации
- 2003 — номинация на премию «Золотой глобус» за лучшую мужскую роль — комедия или мюзикл (Адам Сэндлер)
- 2003 — три номинации на премию «Спутник»: лучший фильм — комедия или мюзикл, лучшая мужская роль — комедия или мюзикл (Адам Сэндлер), лучшая мужская роль второго плана — комедия или мюзикл (Филип Сеймур Хоффман)
- 2003 — номинация на премию канала «MTV» за лучший поцелуй (Адам Сэндлер, Эмили Уотсон)
- 2002 — приз за лучшую режиссуру Каннского кинофестиваля (Пол Томас Андерсон), а также номинация на Золотую пальмовую ветвь (Пол Томас Андерсон)